# Azerbeidzjan op de Olympische Zomerspelen 2000
Azerbeidzjan nam deel aan de Olympische Zomerspelen 2000 in Sydney, Australië. Het was de tweede deelname voor het Oost-Europese land als zelfstandige natie. 

## Medailleoverzicht
| Sport       | Olympiër               | Discipline            | Medaille |
| ----------- | ---------------------- | --------------------- | -------- |
| Schietsport | Zemfira Meftahatdinova | skeet (v)             | Goud     |
| Worstelen   | Namig Abdullayev       | -54kg vrije stijl (m) | Goud     |
| Boksen      | Vugar Alekperov        | -75kg (m)             | Brons    |

## Resultaten en deelnemers

### Atletiek
| Olympiër       | Discipline             | Resultaat | Prestatie                            |
| -------------- | ---------------------- | --------- | ------------------------------------ |
| Teymur Gasimov | 100m (m)               | 80e       | serie 2: 7e in 10,97                 |
| Faig Baghirov  | 800m (m)               | 59e       | serie 5: 8e in 1.57,39               |
| Sergey Bochkov | hink-stap-springen (m) | 30e       | kwalificatie groep A: 14e met 16,01m |
|                |                        |           |                                      |
| Aida Isayeva   | 20km snelwandelen (v)  | DNF       | niet gefinisht                       |

### Boksen
| Olympiër            | Discipline | Resultaat | Prestatie |
| ------------------- | ---------- | --------- | --- |
| Makhach Nuriddinov  | -60kg (m)  | 17e       | 1e ronde: V van RUS Maletin: 5-14 |
| Ruslan Khairov      | -67kg (m)  | 5e        | 1e ronde: vrij 2e ronde: W van TUN Chater: 13-8 kwartfinale: V van RUS Saitov: 10-10+                                                                |
| Vugar Alekperov     | -75kg (m)  | Brons     | 1e ronde: W van KEN Kariuki Ngumi: 12-3 2e ronde: W van AUS Miller: 9-8 kwartfinale: W van TUR Kuloğlu: 18-8 halve finale: V van CUB Gutiérrez: 9-19 |
| Ali Ysmajlov        | -81kg (m)  | 9e        | 1e ronde: W van BUL Krastev: 14-9 2e ronde: V van UZB Mihaylov: 18-23                                                                                |
| Magomed Aripgadjiev | -91kg (m)  | 9e        | 1e ronde: V van GER Köber: 4-9 |

### Gewichtheffen
| Olympiër          | Discipline | Resultaat | Prestatie                                                      |
| ----------------- | ---------- | --------- | -------------------------------------------------------------- |
| Elkhan Suleymanov | -62kg (m)  | 8e        | trekken: 11e met 130kg stoten: 7e met 162,5kg totaal: 292,5kg  |
| Turan Mirzoyev    | -69kg (m)  | 9e        | trekken: 6e met 147,5kg stoten: 9e met 180kg totaal: 327,5kg   |
| Nizami Pashayev   | -85kg (m)  | 12e       | trekken: 15e met 155kg stoten: 12e met 197,5kg totaal: 357,5kg |
|                   |            |           |                                                                |
| Tarana Abbasova   | -53kg (v)  | 10e       | trekken: 10e met 75kg stoten: 10e met 90kg totaal: 165kg       |

### Judo
| Olympiër              | Discipline | Resultaat | Prestatie |
| --------------------- | ---------- | --------- | --- |
| Elçin Mehdi İsmayılov | -60kg (m)  | 7e        | voorronde: W van NZL Crooks 1e ronde: W van SUI Moret 2e ronde: W van BLR Bagirov kwartfinale: V van UZB Mukhtarov herkansingen 1: W van ALG Rebahi herkansingen 2: V van KAZ Donbay         |
| Mehman Əzizov         | -81kg (m)  | 33e       | voorronde: V van ARG García |
| Rəsul Səlimov         | -90kg (m)  | 5e        | 1e ronde: W van CHI Lama 2e ronde: V van CAN Morgan herkansingen 1: W van AUS Ivers herkansingen 2: W van MRI Raphael herkansingen 3: W van USA Olson bronzen finale: V van FRA Demontfaucon |
|                       |            |           | |
| Zülfiyyə Hüseynova    | -57kg (v)  | 7e        | 1e ronde: V van AUS Pekli herkansingen 1: W van CMR Nguele herkansingen 2: W van SWE Andersson herkansingen 3: V van JPN Kusakabe                                                            |

### Schietsport
| Olympiër                 | Discipline           | Resultaat | Prestatie                                                    |
| ------------------------ | -------------------- | --------- | ------------------------------------------------------------ |
| İradə Aşumova            | 25m pistool (v)      | 31e       | kwalificatie: 31e met 569 punten (285-284)                   |
| İradə Aşumova            | 10m luchtpistool (v) | DNF       | kwalificatie: niet gefinisht                                 |
| Zemfira Meftəkhətddinova | skeet (v)            | Goud      | kwalificatie: 1e met 73 punten (OR) finale: 1e met 98 punten |

### Schoonspringen
| Olympiër        | Discipline    | Resultaat | Prestatie                        |
| --------------- | ------------- | --------- | -------------------------------- |
| Emin Cəbrayilov | 10m toren (m) | 26e       | voorronde: 26e met 334,74 punten |

### Worstelen
| Olympiër            | Discipline  | Resultaat   | Prestatie |
| Vrije stijl         | Vrije stijl | Vrije stijl | Vrije stijl |
| ------------------- | ----------- | ----------- | --- |
| Namiq Abdullayev    | -54kg (m)   | Goud        | groep 5: 1e W van PRK Ju-dong: 6-0 W van NZL Liddle: 10-0 halve finale: W van GRE Kardanov: 5-3 finale: W van USA Henson: 4-3    |
| Arif Abdullayev     | -58kg (m)   | 9e          | groep 6: 3e W van GER Kuhner: 8-5 V van UKR Buslovych: 5-7 V van ARM Berberyan: 1-11                                             |
| Şamil Əfəndiyev     | -63kg (m)   | 7e          | groep 6: 2e W van SVK Fernyák: 6-1 W van AUS Ilhan: 10-0 V van KOR Jae-Sung: 1-6                                                 |
| Elşad Allahverdiyev | -76kg (m)   | 10e         | groep 3: 2e V van UZB Khinchagov: 2-3 W van RSA du Toit: 8-5                                                                     |
| Davud Məhəmmədov    | -97kg (m)   | 13e         | groep 5: 2e V van KAZ Bayramukov: 0-3 W van CUB Morales: 3-0                                                                     |
| Rəcəb Əshəbəliyev   | -130kg (m)  | 9e          | groep 3: 2e W van UKR Valiyev: 4-0 V van USA McCoy: 0-10                                                                         |
| Grieks-Romeins      |             |             | |
| Natig Eyvazov       | -54kg (m)   | 7e          | groep 6: 2e W van NZL Pellew: 10-0 V van CUB Rivas: 1-6 W van TUR Yildiz: 3-0                                                    |
| İslam Duquçiyev     | -69kg (m)   | 6e          | groep 3: 1e W van IRI Zeidvand: 5-0 W van FIN Lappalainen: 1-0 kwartfinale: V van EST Nikitin: 1-4 5-6e plek: V van KOR Sang-pil |
| Xviça Biçinaşvili   | -76kg (m)   | 16e         | groep 1: 3e V van KOR Jin-soo: 2-3 V van TUR Avluca: 0-3                                                                         |

### Zwemmen
| Olympiër       | Discipline         | Resultaat | Prestatie            |
| -------------- | ------------------ | --------- | -------------------- |
| Emin Quliyev   | 50m vrije slag (m) | 60e       | serie 3: 7e in 25,36 |
|                |                    |           |                      |
| Alisa Xalıyeva | 50m vrije slag (v) | 59e       | serie 3: 3e in 28,79 |

Albanië · Algerije · Amerikaanse Maagdeneilanden · Amerikaans-Samoa · Andorra · Angola · Antigua en Barbuda · Argentinië · Armenië · Aruba · Australië · Azerbeidzjan · Bahama's · Bahrein · Bangladesh · Barbados · België · Belize · Benin · Bermuda · Bhutan · Bolivia · Bosnië en Herzegovina · Botswana · Brazilië · Britse Maagdeneilanden · Brunei · Bulgarije · Burkina Faso · Burundi · Cambodja · Canada · Centraal-Afrikaanse Republiek · Chili · China · Chinees Taipei · Colombia · Comoren · Congo-Brazzaville · Congo-Kinshasa · Cookeilanden · Costa Rica · Cuba · Cyprus · Denemarken · Djibouti · Dominica · Dominicaanse Republiek · Duitsland · Ecuador · Egypte · El Salvador · Equatoriaal-Guinea · Eritrea · Estland · Ethiopië · Fiji · Filipijnen · Finland · Frankrijk · Gabon · Gambia · Georgië · Ghana · Grenada · Griekenland · Groot-Brittannië · Guam · Guatemala · Guinee · Guinee‑Bissau · Guyana · Haïti · Honduras · Hongarije · Hongkong · Ierland · IJsland · India · Indonesië · Irak · Iran · Israël · Italië · Ivoorkust · Jamaica · Japan · Jemen · Joegoslavië · Jordanië · Kaaimaneilanden · Kaapverdië · Kameroen · Kazachstan · Kenia · Kirgizië · Koeweit · Kroatië · Laos · Lesotho · Letland · Libanon · Liberia · Libië · Liechtenstein · Litouwen · Luxemburg · Macedonië · Madagaskar · Malawi · Malediven · Maleisië · Mali · Malta · Marokko · Mauritanië · Mauritius · Mexico · Micronesië · Moldavië · Monaco · Mongolië · Mozambique · Myanmar · Namibië · Nauru · Nederland · Nederlandse Antillen · Nepal · Nicaragua · Nieuw-Zeeland · Niger · Nigeria · Noord-Korea · Noorwegen · Oeganda · Oekraïne · Oezbekistan · Oman · Oostenrijk · Pakistan · Palau · Palestina · Panama · Papoea-Nieuw-Guinea · Paraguay · Peru · Polen · Portugal · Puerto Rico · Qatar · Roemenië · Rusland · Rwanda · Saint Kitts en Nevis · Saint Lucia · Saint Vincent en Grenadines · Salomonseilanden · Samoa · San Marino ·  Sao Tomé en Principe · Saoedi-Arabië · Senegal · Seychellen · Sierra Leone · Singapore · Slovenië · Slowakije · Soedan · Somalië · Spanje · Sri Lanka · Suriname · Swaziland · Syrië · Tadzjikistan · Tanzania · Thailand · Togo · Tonga · Trinidad en Tobago · Tsjaad · Tsjechië · Tunesië · Turkije · Turkmenistan · Uruguay · Vanuatu · Venezuela · Verenigde Arabische Emiraten · Verenigde Staten · Vietnam · Wit-Rusland · Zambia · Zimbabwe · Zuid-Afrika · Zuid-Korea · Zweden · Zwitserland · Individuele olympische atleten